# 第57回世界卓球選手権個人戦
第57回世界卓球選手権個人戦（だい57かいせかいたっきゅうせんしゅけんこじんせん、英: 2023 World Table Tennis Championships）は、2023年5月20日から5月28日まで南アフリカ共和国のダーバンにあるICCダーバンで開催された世界卓球選手権である。

## 概要
2023年世界卓球選手権個人戦は、2023年5月20日から28日までダーバンで開催された。
開催地選定については、2020年9月28日にオンラインで開催された国際卓球連盟年次総会で決定した。

## 大会日程
日付は南アフリカ標準時（UTC+2）。日本との時差は-7時間。
|  | 本戦 |
|  | 決勝 |

| 種目           | 5月20日 （土） | 21日 （日） | 22日 （月） | 23日 （火） | 24日 （水） | 25日 （木） | 26日 （金） | 27日 （土） | 28日 （日） |
| -------------- | -------------- | ----------- | ----------- | ----------- | ----------- | ----------- | ----------- | ----------- | ----------- |
| 男子シングルス | R1             | R1          | R2          | R2          | R3          | R4          | QF          | SF          | F           |
| 女子シングルス | R1             | R1          | R2          | R2          | R3          | R4          | QF          | SF          | F           |
| 男子ダブルス   | R1             | R1          | R2          | R3          | R3          | QF          | SF          | F           |             |
| 女子ダブルス   | R1             | R1          | R2          | R3          | R3          | QF          | SF          | F           |             |
| 混合ダブルス   | R1             | R1          | R2          | R3          | QF          | SF          | F           |             |             |

## メダル獲得者

### 結果
| 種目           | 金            | 銀                | 銅                                              |
| -------------- | ------------- | ----------------- | ----------------------------------------------- |
| 男子シングルス | 樊振東        | 王楚欽            | 馬龍                                            |
| 男子シングルス | 樊振東        | 王楚欽            | 梁靖崑                                          |
| 女子シングルス | 孫穎莎        | 陳夢              | 早田ひな                                        |
| 女子シングルス | 孫穎莎        | 陳夢              | 陳幸同                                          |
| 男子ダブルス   | 樊振東 王楚欽 | 張禹珍 林鐘勲     | ドミトリ・オフチャロフ パトリック・フランチスカ |
| 男子ダブルス   | 樊振東 王楚欽 | 張禹珍 林鐘勲     | 李尚洙 趙大成                                   |
| 女子ダブルス   | 陳夢 王芸迪   | 田志希 申裕斌     | 木原美悠 長﨑美柚                               |
| 女子ダブルス   | 陳夢 王芸迪   | 田志希 申裕斌     | 孫穎莎 王曼昱                                   |
| 混合ダブルス   | 王楚欽 孫穎莎 | 張本智和 早田ひな | 林詩棟 蒯曼                                     |
| 混合ダブルス   | 王楚欽 孫穎莎 | 張本智和 早田ひな | 黄鎮廷 杜凱琹                                   |

### メダルテーブル
| 順位              | 国/地域              | 金 | 銀 | 銅 | 計 |
| ----------------- | -------------------- | -- | -- | -- | -- |
| 1                 | 中華人民共和国 (CHN) | 5  | 2  | 5  | 12 |
| 2                 | 韓国 (KOR)           | 0  | 2  | 1  | 3  |
| 3                 | 日本 (JPN)           | 0  | 1  | 2  | 3  |
| 4                 | ドイツ (GER)         | 0  | 0  | 1  | 1  |
| 4                 | 香港 (HKG)           | 0  | 0  | 1  | 1  |
| 計 (国/地域数: 5) | 計 (国/地域数: 5)    | 5  | 5  | 10 | 20 |

## 日本代表
男子は張本智和（4位）、宇田幸矢（20位）、戸上隼輔（48位）、及川瑞基（67位）、吉村真晴（105位）。
女子は伊藤美誠（7位）、早田ひな（8位）、木原美悠（18位）、平野美宇（19位）、長﨑美柚（31位）。
（）内は2023年5月16日発表のシングルス世界ランキング。

### 種目別代表
- 男子シングルス（5名）張本智和、吉村真晴、戸上隼輔、及川瑞基、宇田幸矢
- 女子シングルス（5名）早田ひな、伊藤美誠、平野美宇、木原美悠、長﨑美柚
- 男子ダブルス（2組）張本智和/吉村真晴、戸上隼輔/宇田幸矢
- 女子ダブルス（2組）伊藤美誠/早田ひな、木原美悠/長﨑美柚
- 混合ダブルス（2組）張本智和/早田ひな、宇田幸矢/木原美悠

### 男子シングルス
- 張本智和 - 準々決勝敗退
- 宇田幸矢 - 3回戦敗退
- 戸上隼輔 - 2回戦敗退
- 吉村真晴 - 2回戦敗退
- 及川瑞基 - 1回戦敗退

### 女子シングルス
- 早田ひな  - 3位（銅メダル）
- 伊藤美誠 - 準々決勝敗退
- 木原美悠 - 4回戦敗退
- 平野美宇 - 4回戦敗退
- 長﨑美柚 - 3回戦敗退

### 男子ダブルス
- 戸上隼輔/宇田幸矢 - 3回戦敗退
- 張本智和/吉村真晴 - 1回戦敗退

### 女子ダブルス
- 木原美悠/長﨑美柚 - 3位（銅メダル）
- 伊藤美誠/早田ひな - 準々決勝敗退

### 混合ダブルス
- 張本智和/早田ひな - 準優勝（銀メダル）
- 宇田幸矢/木原美悠 - 2回戦敗退

以上出典 : 

## 日本での放送
テレビ東京をキーステーションにTXN系列局とBSテレ東で放送された。
応援サポーターとして日向坂46が就任した。また、アニメ『ポケットモンスター』とコラボ企画も展開した。放送については、ゴールデンタイムを地上波『テレビ東京』、夕方の時間帯を衛星波『BSテレ東』で放送すると発表。但し、初日の5月20日は、地上波『テレビ東京』側の番組編成の都合上、衛星波『BSテレ東』が22:00から23:30まで中継を行う予定。更に『卓球ジャパン!』でも内包して放送する。2日目の5月21日から5月25日までは、衛星波『BSテレ東』が17:30から20:00まで放送し、その後リレー中継する形で地上波『テレビ東京』が20:00から試合中継が終了するまで放送。5月26日は地上波『テレビ東京』19:55から24:48まで放送更に地上波『テレビ東京』のみ5月27日（26日深夜）27:39から29:29まで『午前3時39分から午前5時29分まで』放送。5月27日は、地上波『テレビ東京』18:30から21:04まで放送した。5月27日から28日にかけて地上波『テレビ東京』と衛星波『BSテレ東』が同時放送される形で、23:40から28:25まで放送。大会最終日までに日本勢の選手が全員敗退したため、男女シングルスの決勝は5月29日（5月28日深夜）27:30から29:15まで『午前2時30分から午前4時15分まで』録画で放送された。
また、応援サポーターの日向坂46はピンポン選抜の結成とメンバーが1～2名出演した。